# Minucia bitincta
Minucia bitincta là một loài bướm đêm trong họ Erebidae.